# Kamuli (quận)
Kamuli là một quận ở vùng Đông của Uganda.

## Địa lý
Quận Kamuli giáp với các quận Buyende về phía bắc, Luuka về phía đông, Jinja về phía nam và Kayunga về phía tây. Trung tâm hành chính của quận là Kamuli, cách Jinja khoảng 74 kilômét (46 mi) về phía bắc.

## Kinh tế
Các hoạt động kinh tế trong quận Kamuli bao gồm: đánh bắt cá, trồng trọt (gạo, chuối, bắp, kê, đậu nành, lạc, cam), nuôi cá, nuôi ong, bán lẻ và khai thác đá.

## Người nổi tiếng
- Patrick Kimumwe - người lính và tác giả[3]